# فرانك أ. أرمسترونغ
فرانك أ. أرمسترونغ (بالإنجليزية: Frank A. Armstrong)‏ هو ضابط أمريكي، ولد في 24 مايو 1902 في هاميلتون في الولايات المتحدة، وتوفي في 20 أغسطس 1969.